# Lonzac
Ne doit pas être confondu avec Le Lonzac (commune de Corrèze).
Lonzac est une commune française située dans le département de la Charente-Maritime (région Nouvelle-Aquitaine). 

## Géographie

### Localisation
La commune de Lonzac se situe dans le sud du département de la Charente-Maritime, en région Nouvelle-Aquitaine, dans l'ancienne province de Saintonge, en périphérie sud de Cognac.
Elle appartient au midi de la France — on parle plus précisément de « midi atlantique », au cœur de l'arc atlantique.
Elle fait partie de la zone d'emploi et du bassin de vie de Cognac

### Communes limitrophes
Les communes limitrophes sont  Celles, Coulonges, Jarnac-Champagne, Saint-Martial-sur-Né et Échebrune.
| Coulonges | Celles           |                      |
| Échebrune | Lonzac           | Saint-Martial-sur-Né |
|           | Jarnac-Champagne |                      |

### Géologie et relief
La superficie de la commune est de 6,24 km2 ; son altitude varie de 19  à   80 mètres.

## Urbanisme

### Typologie
Au 1er janvier 2024, Lonzac est catégorisée commune rurale à habitat dispersé, selon la nouvelle grille communale de densité à 7 niveaux définie par l'Insee en 2022.
Elle est située hors unité urbaine et hors attraction des villes,.

### Occupation des sols

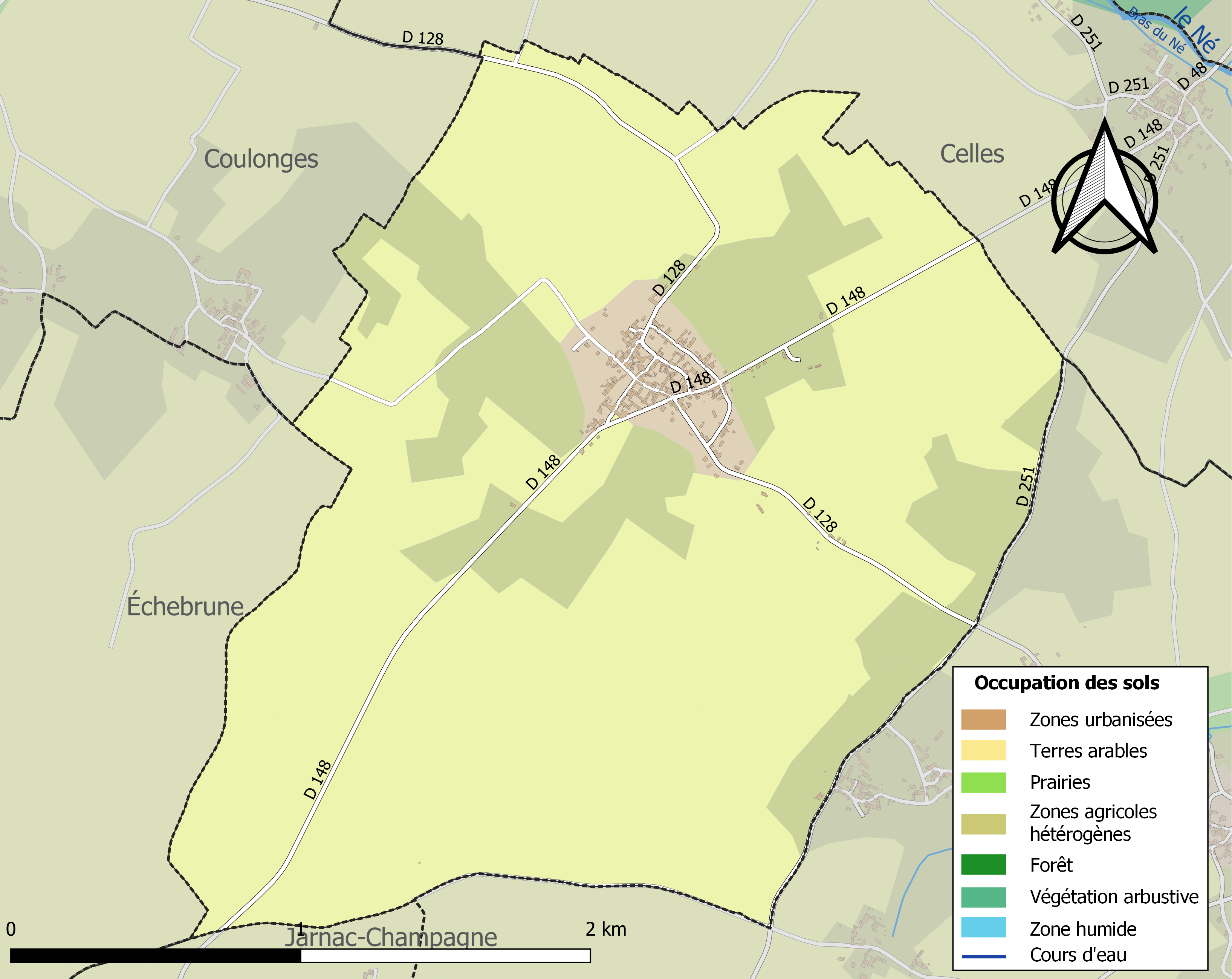
Carte des infrastructures et de l'occupation des sols de la commune en 2018 (CLC).

L'occupation des sols de la commune, telle qu'elle ressort de la base de données européenne d’occupation biophysique des sols Corine Land Cover (CLC), est marquée par l'importance des territoires agricoles (96 % en 2018), une proportion identique à celle de 1990 (96 %). La répartition détaillée en 2018 est la suivante : 
cultures permanentes (45,8 %), terres arables (29,9 %), zones agricoles hétérogènes (20,3 %), zones urbanisées (4 %). L'évolution de l’occupation des sols de la commune et de ses infrastructures peut être observée sur les différentes représentations cartographiques du territoire : la carte de Cassini (XVIIIe siècle), la carte d'état-major (1820-1866) et les cartes ou photos aériennes de l'IGN pour la période actuelle (1950 à aujourd'hui).

### Habitat et logement
En 2020, le nombre total de logements dans la commune était de 132, alors qu'il était de 128 en 2015 et de 123 en 2010.
Parmi ces logements, 84,8 % étaient des résidences principales, 4,6 % des résidences secondaires et 10,6 % des logements vacants. Ces logements étaient pour 98,5 % d'entre eux des maisons individuelles et pour 0,8 % des appartements.
Le tableau ci-dessous présente la typologie des logements à Lonzac en 2020 en comparaison avec celle de la Charente-Maritime et de la France entière. Une caractéristique marquante du parc de logements est ainsi la faible proportion des résidences secondaires et logements occasionnels (4,6 %) par rapport au département (22,3 %) et à la France entière (9,7 %).
| Typologie                                               | Lonzac | Charente-Maritime | France entière |
| ------------------------------------------------------- | ------ | ----------------- | -------------- |
| Résidences principales (en %)                           | 84,8   | 70,8              | 82,1           |
| Résidences secondaires et logements occasionnels (en %) | 4,6    | 22,3              | 9,7            |
| Logements vacants (en %)                                | 10,6   | 7                 | 8,2            |

### Risques naturels et technologiques
Le territoire de la commune de Lonzac est vulnérable à différents aléas naturels : météorologiques (tempête, orage, neige, grand froid, canicule ou sécheresse), mouvements de terrains et séisme (sismicité faible). Il est également exposé à un risque technologique, le transport de matières dangereuses. Un site publié par le BRGM permet d'évaluer simplement et rapidement les risques d'un bien localisé soit par son adresse soit par le numéro de sa parcelle.

#### Risques naturels

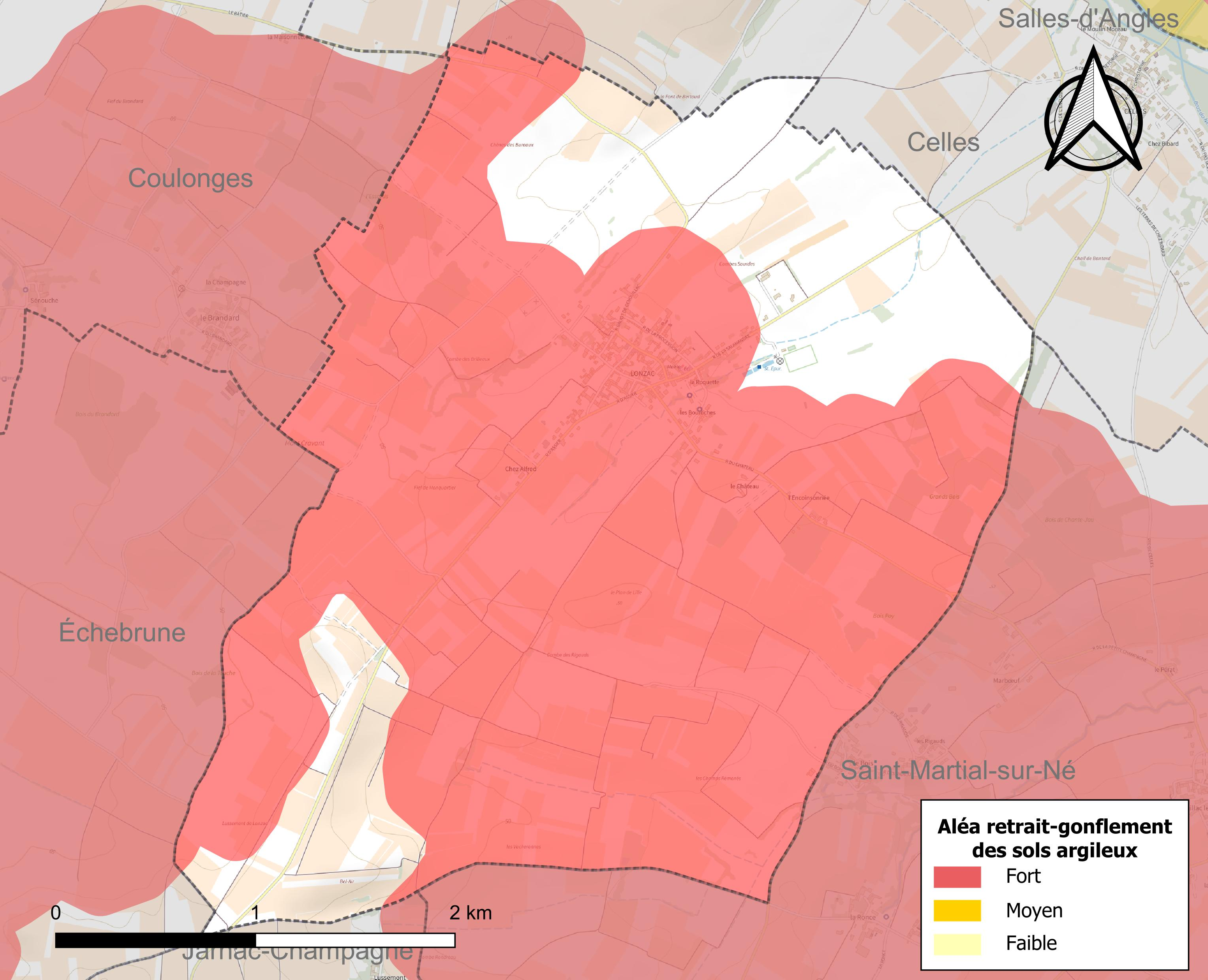
Carte des zones d'aléa retrait-gonflement des sols argileux de Lonzac.

Les mouvements de terrains susceptibles de se produire sur la commune sont des tassements différentiels.
Le retrait-gonflement des sols argileux est susceptible d'engendrer des dommages importants aux bâtiments en cas d’alternance de périodes de sécheresse et de pluie. 74,8 % de la superficie communale est en aléa moyen ou fort (54,2 % au niveau départemental et 48,5 % au niveau national). Sur les 134 bâtiments dénombrés sur la commune en 2019, 132 sont en aléa moyen ou fort, soit 99 %, à comparer aux 57 % au niveau départemental et 54 % au niveau national. Une cartographie de l'exposition du territoire national au retrait gonflement des sols argileux est disponible sur le site du BRGM,.
Par ailleurs, afin de mieux appréhender le risque d’affaissement de terrain, l'inventaire national des cavités souterraines permet de localiser celles situées sur la commune.
La commune a été reconnue en état de catastrophe naturelle au titre des dommages causés par les inondations et coulées de boue survenues en 1982, 1999 et 2010. Concernant les mouvements de terrains, la commune a été reconnue en état de catastrophe naturelle au titre des dommages causés par des mouvements de terrain en 1999 et 2010.

#### Risques technologiques
Le risque de transport de matières dangereuses sur la commune est lié à sa traversée par une ou des infrastructures routières ou ferroviaires importantes ou la présence d'une canalisation de transport d'hydrocarbures. Un accident se produisant sur de telles infrastructures est susceptible d’avoir des effets graves sur les biens, les personnes ou l'environnement, selon la nature du matériau transporté. Des dispositions d’urbanisme peuvent être préconisées en conséquence.

## Toponymie
Le toponyme provient d'un anthroponyme gallo-romain, auquel a été apposé le suffixe -acum.

## Politique et administration

### Rattachements administratifs et électoraux

#### Rattachements administratifs
La commune se trouve depuis 1926 dans l'arrondissement de Jonzac du département de la Charente-Maritime.
Elle faisait partie depuis 1793 du canton d'Archiac. Dans le cadre du redécoupage cantonal de 2014 en France, cette circonscription administrative territoriale a disparu, et le canton n'est plus qu'une circonscription électorale.

#### Rattachements électoraux
Pour les élections départementales, la commune fait partie depuis 2014 du canton de Jonzac.
Pour l'élection des députés, elle fait partie de la quatrième circonscription de la Charente-Maritime.

### Intercommunalité
Lonzac est membre de la communauté de communes de la Haute Saintonge, un établissement public de coopération intercommunale (EPCI) à fiscalité propre créé en 1992 et auquel la commune avait transféré un certain nombre de ses compétences, dans les conditions déterminées par le code général des collectivités territoriales.

### Liste des maires
| Période                                  | Période                       | Identité         | Étiquette | Qualité        |
| ---------------------------------------- | ----------------------------- | ---------------- | --------- | -------------- |
| Les données manquantes sont à compléter. |                               |                  |           |                |
|                                          |                               |                  |           |                |
| 1999                                     | 2014                          | Jean-Paul Bureau |           |                |
| 2014                                     | printemps 2023                | Daniel Guébert   |           | Cadre retraité |
| mai 2023                                 | En cours (au 12 février 2024) | Paul Bergier     |           | Viticulteur    |

## Population et société
Les habitants sont appelés les Lonzacais et les Lonzacaises

### Démographie
L'évolution du nombre d'habitants est connue à travers les recensements de la population effectués dans la commune depuis 1793. Pour les communes de moins de 10 000 habitants, une enquête de recensement portant sur toute la population est réalisée tous les cinq ans, les populations de référence des années intermédiaires étant quant à elles estimées par interpolation ou extrapolation. Pour la commune, le premier recensement exhaustif entrant dans le cadre du nouveau dispositif a été réalisé en 2007.

En 2022, la commune comptait 268 habitants, en évolution de +1,13 % par rapport à 2016 (Charente-Maritime : +4,04 %, France hors Mayotte : +2,11 %).
| 1793 | 1800 | 1806 | 1821 | 1831 | 1836 | 1841 | 1846 | 1851 |
| ---- | ---- | ---- | ---- | ---- | ---- | ---- | ---- | ---- |
| 369  | 369  | 370  | 383  | 410  | 432  | 451  | 436  | 460  |

| 1856 | 1861 | 1866 | 1872 | 1876 | 1881 | 1886 | 1891 | 1896 |
| ---- | ---- | ---- | ---- | ---- | ---- | ---- | ---- | ---- |
| 443  | 450  | 464  | 465  | 429  | 346  | 358  | 321  | 298  |

| 1901 | 1906 | 1911 | 1921 | 1926 | 1931 | 1936 | 1946 | 1954 |
| ---- | ---- | ---- | ---- | ---- | ---- | ---- | ---- | ---- |
| 315  | 329  | 311  | 266  | 275  | 264  | 243  | 234  | 233  |

| 1962 | 1968 | 1975 | 1982 | 1990 | 1999 | 2006 | 2007 | 2012 |
| ---- | ---- | ---- | ---- | ---- | ---- | ---- | ---- | ---- |
| 264  | 245  | 242  | 256  | 244  | 248  | 240  | 239  | 251  |

| 2017 | 2022 | - | - | - | - | - | - | - |
| ---- | ---- | - | - | - | - | - | - | - |
| 271  | 268  | - | - | - | - | - | - | - |

## Économie

### Agriculture
La viticulture est une ressource économique importante. La commune est située en Petite Champagne, dans la zone d'appellation d'origine contrôlée du cognac.

## Culture locale et patrimoine

### Lieux et monuments
- Église Sainte-Marie de Lonzac, construite entre 1520 et 1530 par Galliot de Genouillac, grand maître de l'artillerie de France de François 1er, pour servir de sépulture à son épouse, Catherine d’Archiac. Sur un plan de croix latine, son portail est de style Renaissance, le clocher carré est surmonté d’une plateforme entourée d’une balustrade ajourée au milieu de laquelle s’érige la lanterne octogonale qui renferme la cloche. Sur les murs de la nef et des transepts, se déroule une remarquable frise ornée de médaillons ronds, encadrée de deux boulets de canon[17],[18].

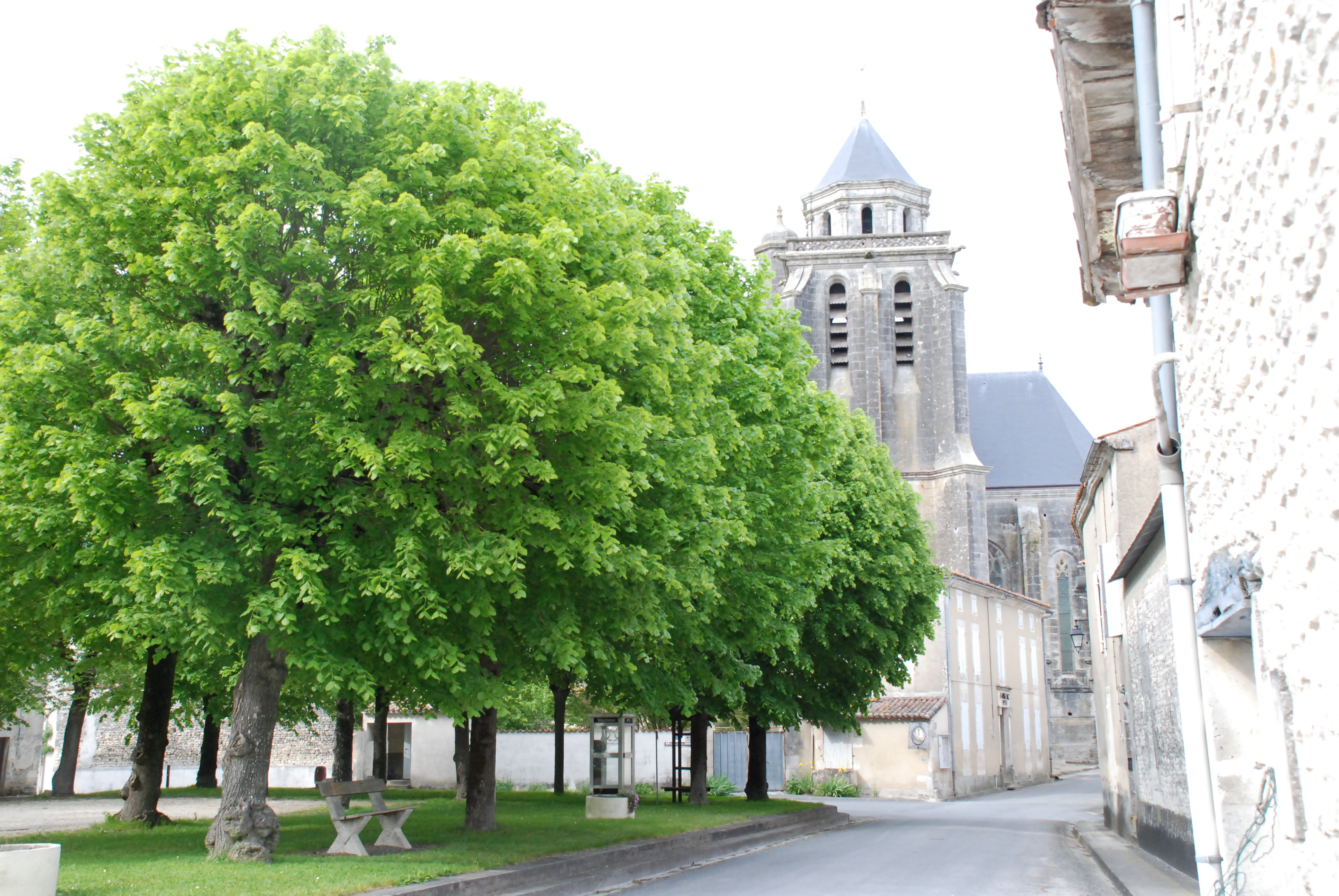
Place plantée de tilleuls et l'église.
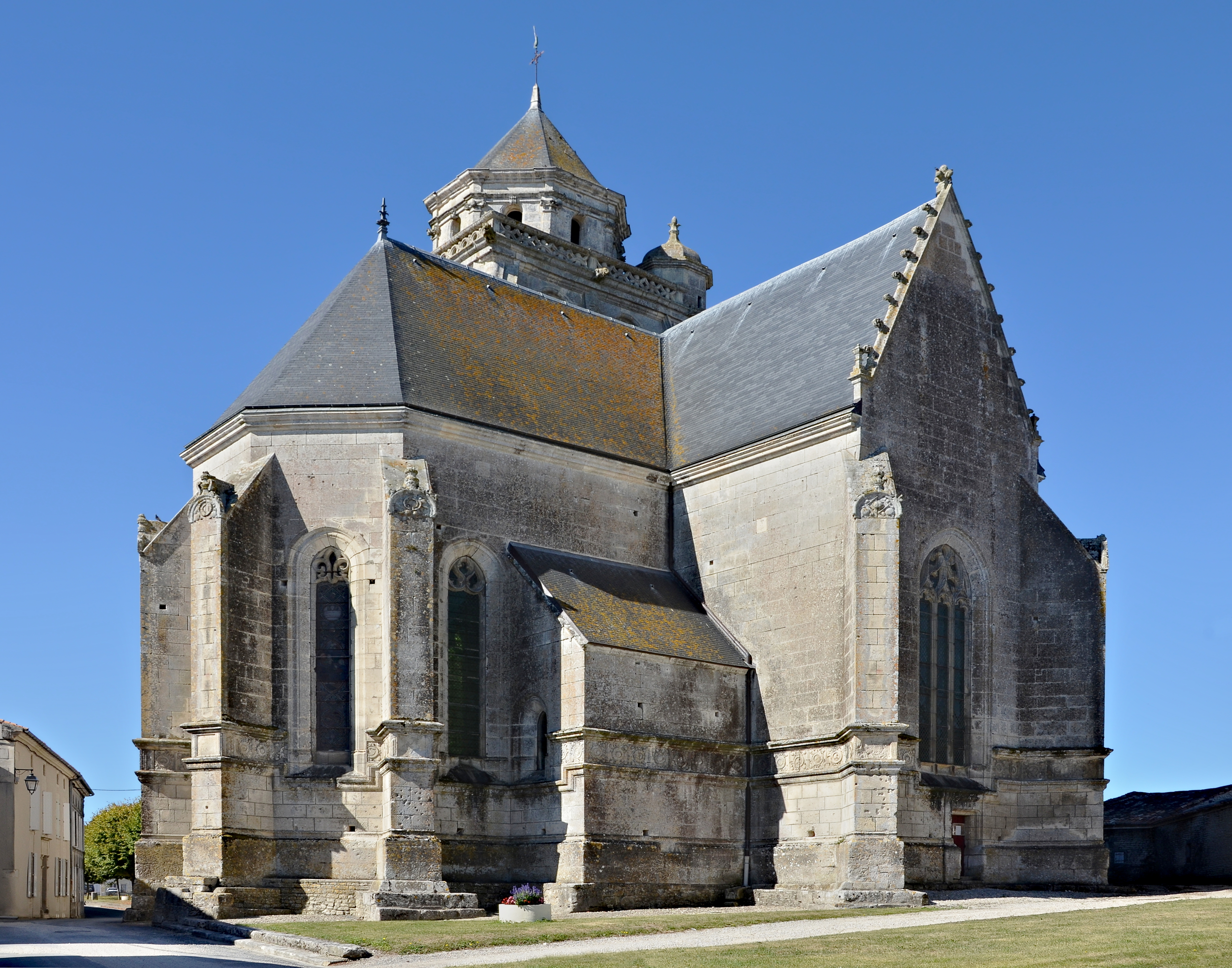
Chevet de l'église.
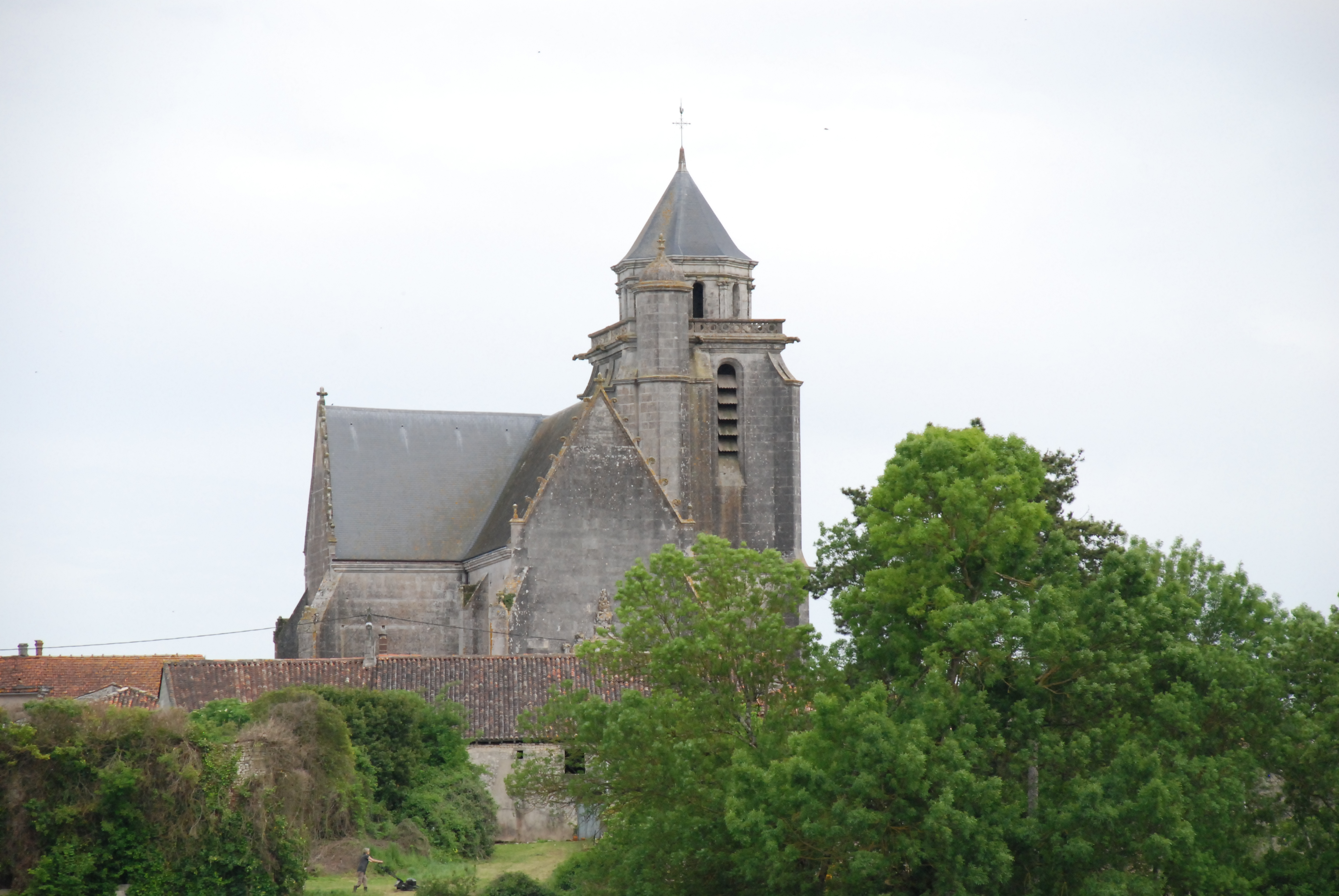
L'église vue du nord.
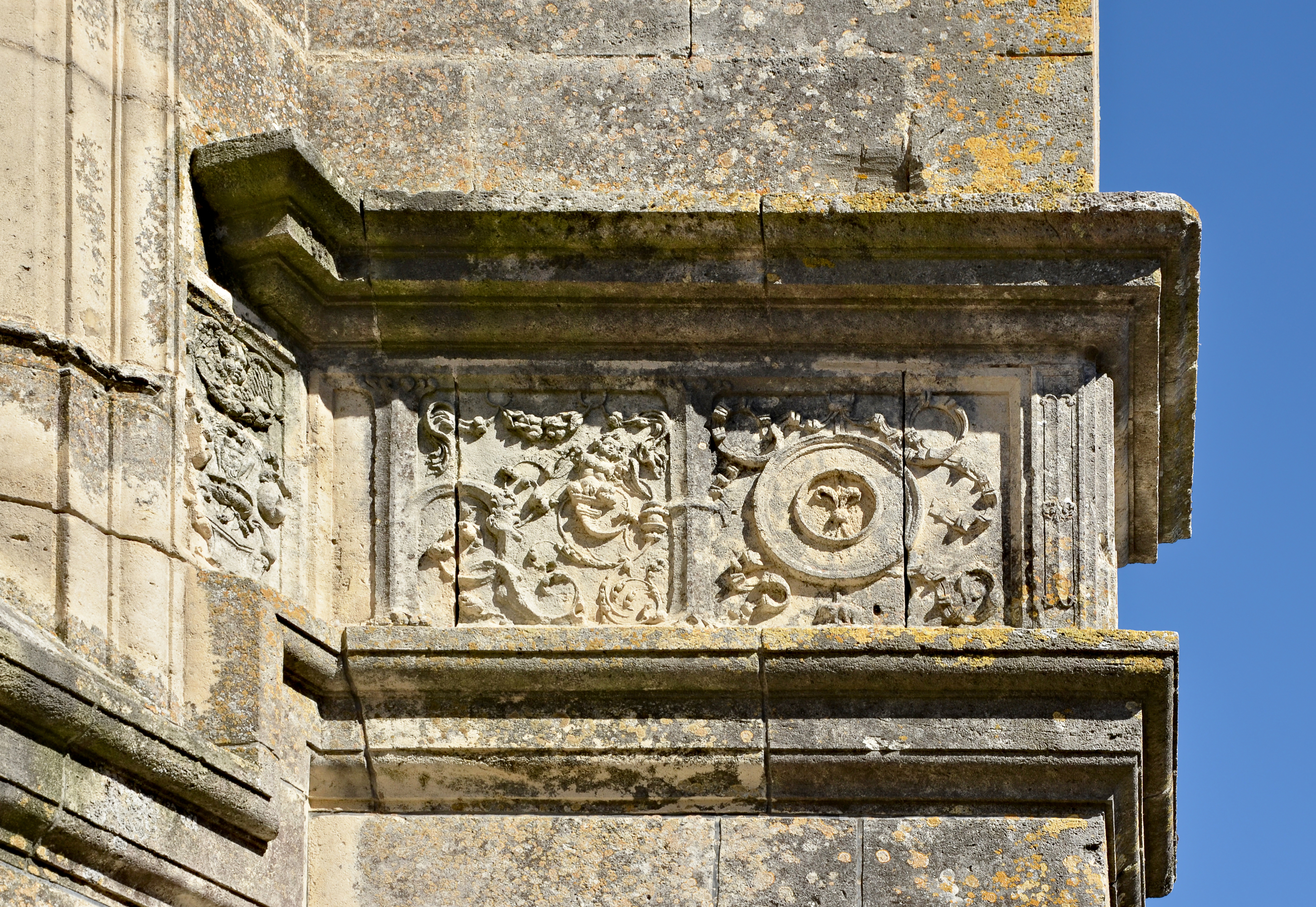
Détail de la frise extérieure de l'église.
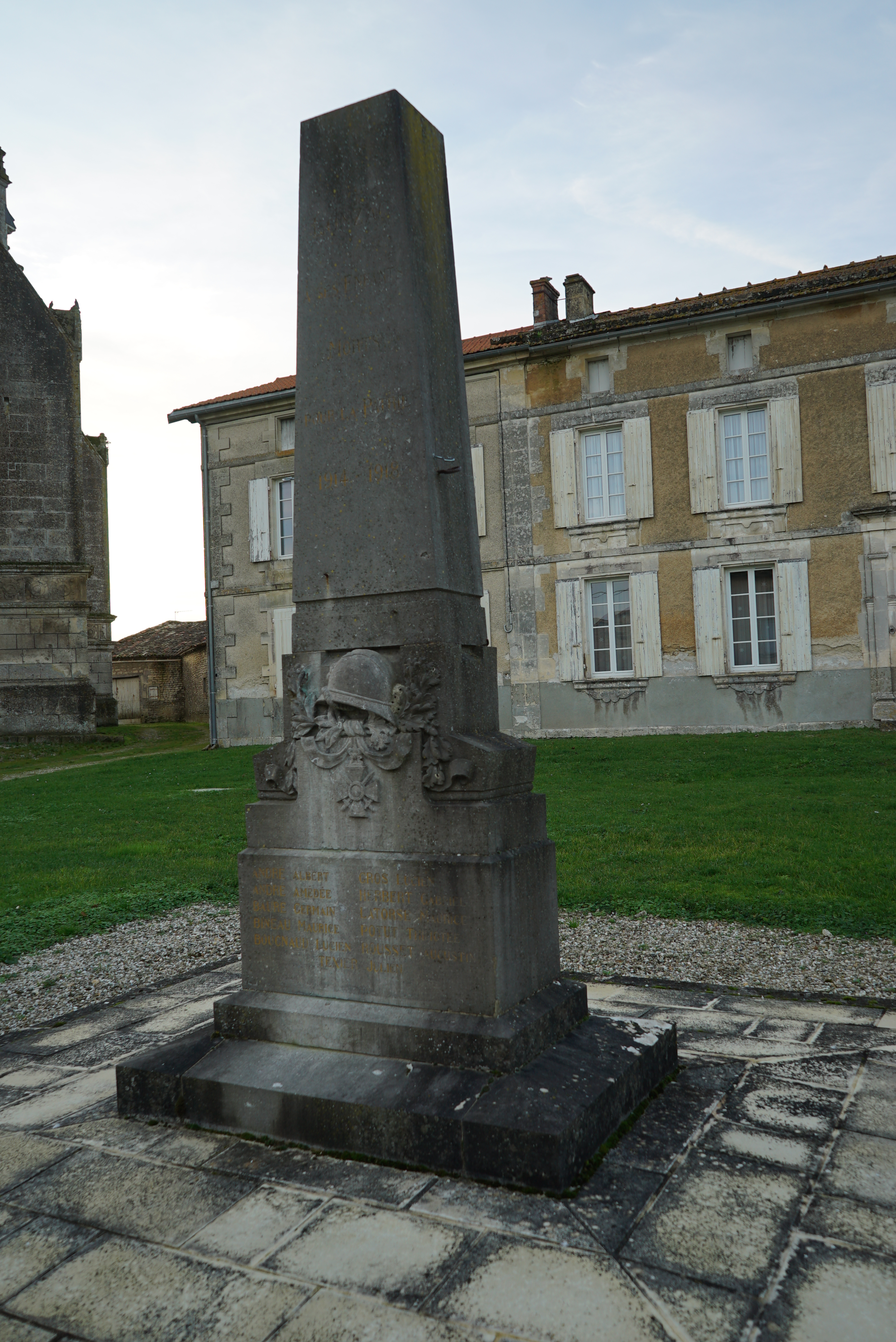
Le monument aux morts.

## Pour approfondir